# Neiva
Pour les articles homonymes, voir Neiva (homonymie).
Neiva est une ville de Colombie, peuplée d'environ 395 000 habitants, capitale du département de Huila.

## Géographie
Neiva est située sur la rive orientale de la vallée de la Magdalena (LE Magdalena, d’après l’article Wikipedia)
- Latitude : 2° 59′ 55″ nord
- Longitude : 75° 18′ 16″ ouest
- Altitude : 442 mètres

Neiva est limitrophe :
- au nord, des municipalités d'Aipe et Tello ;
- à l'est, du département de Meta (Colombie) ;
- au sud, des municipalités de Rivera, Palermo et Santa María ;
- à l'ouest, du département de Tolima.

## Démographie
Neiva connaît une croissance démographique rapide et a plus que décuplé sa population depuis le début des années 1950.

## Subdivisions
La municipalité est subdivisée en 10 « communes » (en espagnol : comunas) et 8 corregimientos.

### Les «comunas»
- Commune (1) dite « Comuna Noroccidental ». Elle groupe les quartiers suivants : Rodrigo Lara Bonilla, Villa del Río, La Magdalena, Los Andaquies, El Triángulo, Santa Inés, Cándido Leguízamo, Simón Bolívar, San Silvestre, Camilo Torres, California, Ciudadela Carlos Pizarro, Las Mercedes, José Martí, Chicala, Las Ferias, Villa Maria, Pigoanza, La Fortaleza, La Inmaculada, Minuto de Dios Norte.
- Commune (2) dite « Comuna Nororiental ». Elle groupe les quartiers suivants : Aeropuerto, Alvaro Sánchez Silva, Santa Lucía, Los Cámbulos, Santa Clara, Los Molinos, Las Granjas, Las Villas, Bosques de Tamarindo, Santa Mónica, Barrio Municipal, El Cortijo, Alamos Norte, Los Pinos, Gualanday, Los Andes, Villa Milena, Villa Cecilia.
- Commune (3) dite « Comuna entre rios ». Elle groupe les quartiers suivants : San Vicente de Paul, Caracolí, El Lago, Brisas del Magdalena, Guillermo Plazas Alcid, La Cordialidad, Reinaldo Matiz, Rojas Trujillo, Las Delicias, Villa Patricia, Sevilla, Quirinal, Jose Eustacio Rivera, Tenerife, Santa Librada, Campo Nuñez, Chapinero, Profesionales.
- Commune (4) dite « Comuna Central ». Elle groupe les quartiers suivants : Diego de Ospina, El Estadio, Los Almendros, San Pedro, El Centro, Los Mártires, Bonilla, Altico, Modelo y San José.
- Commune (5) dite « Comuna Oriental ». Elle groupe les quartiers suivants : La Libertad, Primero de Mayo, Loma de la Cruz, Kennedy, Monserrate, Veinte de Julio, La Colina, Siete de Agosto, El Faro, San Antonio, El Jardín, La Independenica, EL Carmen, El Vergel, La Orquídea, Buganviles, Los Guaduales, El Jordán.
- Commune (6) dite « Comuna Sur ». Elle groupe les quartiers suivants : Miramar, Minuto de Dios Sur, Emaya, Tuquila, Andalucia, San Francisco, La Esperanza, Santa Isabel, Bogotá, Buenos Aires, Galán, Sinaí, Nazarenos, Pozo Azul, Las Lajas, Lom Linda, Arismendí Mora, Timanco, Bellavista, Manzanares, El Limonar, Terminal de Transporte, Zona Industrial Sur.
- Commune (7) dite « Comuna Centro Oriental ». Elle groupe les quartiers suivants : San Martín, Ventilador, Obrero, Calixto Leiva, Jorge Eliecer Gaitán, Buena Vista, La Gaitana, Prado Alto, las Brisas, la Floresta, Ipanema, Casa Blanca, Altamira, Casa de Campo.
- Commune (8) dite « Comuna Comuna Sur Oriental ». Elle groupe les quartiers suivants : Las Américas, Alfonso López, Las Islas, Acacias, Nueva Granada, Los Parques, Guillermo Lievano, La Florida, Rafael Azuero, Panorama, La Paz, La Unión, Simón Bolivar, La Cristalina, San Carlos, Los Alpes, Surorientales, Uribe, Dorado, Bajo Pedregal, Los Arrayanes.
- Commune (9) dite « Comuna Norte ». Elle groupe les quartiers suivants : Alberto Galindo, José maría Carbonel, Luis Ignacio Andrade, La Riviera, Eduardo santos, Dario Echandía, Villa Magdalena, Santa Rosa, Luis Eduardo vanegas. Luis Carlos Galán Sarmiento Primera y Segunda Etapa, Vicente Araujo.
- Commune (10) dite « Comuna Oriente Alto ». Elle groupe les quartiers suivants : Las Palmas, Miraflores, Pedregal, La Victoria, El Triunfo, Neiva Yá, San Bernardo del Viento, Camelias, Sector barreiro, La Amistad, Enrique Olaya Herrera, Oro Negro, Nuevo Horizonte, Katakandrú, Once de Noviembre, Misael Pastrana Borrero, Victor Felix Díaz, Comuneros, Los Colores, Santander, La Rioja, Pablo VI, Villa Nidia.

### Les corregimientos
- Aipecito
- Chapinero
- San Luis
- Guacirco
- Fortalecillas
- El Caguán
- Vegalarga
- Río de las Ceibas.

## Administration
L'alcade (président de l'exécutif de la municipalité) est actuellement Pedro  Gorky Muñoz Calderon (2020-2023).

## Relations internationales

### Jumelage
La ville de Neiva est jumelée avec les villes suivantes :
- Kungsbacka, Suède
- Cadix, Espagne
- Gold Coast, Australie
- Los Angeles, États-Unis
- Milan, Italie
- Bogota, Colombie
- Lyon, France
- Malmö, Suède
- Carthagène des Indes, Colombie
- Perth, Australie
- Leesburg (Floride), États-Unis
- Palembang, Sumatra du Sud, Indonésie